# اچ‌ام‌اس ماکرل (۱۸۰۴)
اچ‌ام‌اس ماکرل (۱۸۰۴) (به انگلیسی: HMS Mackerel (1804)) یک کشتی بود که طول آن ۵۵ فوت ۲ اینچ (۱۶٫۸ متر) بود. این کشتی در سال ۱۸۰۴ میلادی ساخته شد.